# Sinovi Novog zavjeta
Sinovi Novog zavjeta (heb. בני ברית החדשה) je izraelska arapska kršćanska politička stranka.

## Povijest
Stranka Sinovi Novog zavjeta osnovana je 10. srpnja 2013., kako bi se zalagala za interese kršćanskih Arapa u Izraelu. Promiče potpunu integraciju arapskih kršćana u izraelsko društvo. Također se zalaže za rješenje dviju država i novačenje arapskih kršćana u Izraelske obrambene snage. Osnovao ju je Bišara Šiljan, pomorski kapetan iz Nazareta. Jedan od razloga zbog kojih je osnovao stranku, bilo je njegovo uvjerenje da su dotadašnje arapske stranke u Izraelu prvenstveno predstavljale muslimanske interese. Većina arapskih kršćana u Izraelu su melkitski grkokatolici ili rimokatolici, a čine manjinu arapskog pučanstva u Izraelu.
Šiljan, osnivač stranke, izjavio je da želi izgraditi 30,5-metarski kip Krista, modeliranog prema kipu Krista Iskupitelja u Riu de Janeiru u Brazilu, na vrhu brda u Nazaretu. Izjavio je da je cilj izgradnje kipa sprječavanje nestanka nazeretske kršćanske baštine. Kršćansko pučanstvo se polako smanjuje, dok se broj muslimana povećava.